# Urotropis perpunctata
Urotropis perpunctata är en mångfotingart som beskrevs av Filippo Silvestri 1907. Urotropis perpunctata ingår i släktet Urotropis och familjen Spirostreptidae. Inga underarter finns listade i Catalogue of Life.